# Квінт Калідій
Квінт Калідій (*Quintus Calidius, д/н —після 82 до н. е.) — політичний діяч Римської республіки.

## Життєпис
Походив з плебейського роду Калідіїв. Син Марка Калідія, монетарія 117 року до н.е. Був прихильником роду Цециліїв Метеллів. У 99 році до н. е. обирається народним трибуном. під час своєї каденції провів закон щодо повернення із заслання Квінта Цецилія Метелла Нумідійського. Натомість син останнього допоміг Калідій у 79 році до н. е. обійняти посаду претора. У 78—77 роках до н. е. як пропретор керував однією з провінцій Іспанії (достеменно невідомо саме якою).
У 77 році до н. е. по поверненню до Риму був притягнутий Квінтом Лолієм до суду. Звинувачувався у здирництві в провінції. Калідія було засуджено, проте він поніс не надто суворе покарання (невеличкий штраф).
У 82 році до н. е. отримав доручення від римського сенату до Луція ліцинія Мурени щодо активізації дій проти Мітридата VI, царя Понту (під час Другої Мітридатової війни). Про подальшу долю нічого невідомо.

## Родина
- Марк Калідій, претор 57 року до н. е.